# Sophira spectabilis
Sophira spectabilis är en tvåvingeart som beskrevs av Hardy 1980. Sophira spectabilis ingår i släktet Sophira och familjen borrflugor. Inga underarter finns listade i Catalogue of Life.